# 濱口桂一郎
濱口 桂一郎（はまぐち けいいちろう、1958年10月17日 - ）は、日本の労働官僚、労働研究者。元厚生労働省(旧労働省)の官僚。労働政策研究・研修機構労働政策研究所長。専門は労働法政策。 

## 人物
大阪府出身。労働政策を主に扱うブログを運営しており、hamachanのニックネームで知られる。
諸外国の雇用システムと日本の雇用システムを対比するために「ジョブ型」「メンバーシップ型」という語を提唱した。ただ世間で流行しているジョブ型論には誤解が多いと警鐘を鳴らしている。

## 経歴

### 学歴
- 1981年3月 - 東京大学教養学部卒業
- 1983年3月 - 東京大学法学部卒業

### 職歴
- 1983年4月 - 労働省入省、大臣官房総務課
- 1984年4月 - 東京都労働経済局職業安定部職業課
- 1984年7月 - 池袋公共職業安定所
- 1985年4月 - 労働省職業安定局高齢者対策部企画課
- 1987年2月 - 労働省国鉄・地域雇用対策室地域動向分析係長
- 1989年5月 - 労働省労政局労働法規課法規第一係長
- 1991年5月 - 労働省労働基準局賃金時間部労働時間課長補佐
- 1992年4月 - 福井労働基準局監督課長
- 1993年7月 - 労働省職業安定局高齢・障害者対策部企画課長補佐
- 1995年4月 - 欧州連合日本政府代表部一等書記官
- 1998年5月 - 埼玉県労働商工部職業安定課長
- 1999年8月 - 労働福祉事業団総務部総務課長
- 2001年1月 - 衆議院調査局厚生労働調査室次席調査員
- 2003年7月 - 東京大学大学院法学政治学研究科附属比較法政国際センター客員教授
- 2005年7月 - 政策研究大学院大学教授
- 2008年7月 - 厚生労働省大臣官房付
- 2008年8月 - 労働政策研究・研修機構労使関係・労使コミュニケーション部門統括研究員
- 2013年7月 - 厚生労働省大臣官房付、同省退職、労働政策研究・研修機構客員研究員
- 2013年9月 - 労働政策研究・研修機構労使関係部門統括研究員
- 2017年4月 - 労働政策研究・研修機構労働政策研究所長[2]

## 研究テーマ
- 労使関係・労使コミュニケーション[2]

## 所属学会
- 日本労働法学会
- 日本労使関係研究協会[2]

## 著書

### 単著
- 『EU労働法の形成――欧州社会モデルに未来はあるか？』日本労働研究機構、1998年、増補版2001年
- 『労働法政策』ミネルヴァ書房、2004年
- 『新しい労働社会――雇用システムの再構築へ』岩波新書、2009年
- 『日本の雇用と労働法』日経文庫、2011年
- 『日本の雇用終了――労働局あっせん事例から』労働政策研究・研修機構、2012年
- 『若者と労働――「入社」の仕組みから解きほぐす』中公新書ラクレ、2013年
- 『日本の雇用と中高年』ちくま新書、2014年
- 『働く女子の運命』文春新書、2015年
- 『日本の雇用紛争』労働政策研究・研修機構、2016年（2012年の全面改訂版）
- 『ジョブ型雇用社会とは何か- 正社員体制の矛盾と転機』岩波新書、2021年
- 『賃金とは何か　職務給の蹉跌と所属給の呪縛』朝日新書、2024年

### 編著
- 『福祉と労働・雇用』（福祉+α）ミネルヴァ書房、2013年

### 訳書
- ロジェ・ブランパン著『ヨーロッパ労働法』信山社、2003年（小宮文人共監訳）
- 『EU労働法全書』旬報社、2005年（小宮文人共訳）
- OECD編著『世界の高齢化と雇用政策――エイジ・フレンドリーな政策による就業機会の拡大に向けて』明石書店、2006年
- OECD編著『日本の若者と雇用――OECD若年者雇用レビュー：日本』明石書店、2010年（監訳、中島ゆり訳）
- OECD編著『日本の労働市場改革――OECDアクティベーション政策レビュー：日本』明石書店、2011年
- OECD編著『世界の若者と雇用――学校から職業への移行を支援する』明石書店、2011年（監訳、中島ゆり訳）